# باول بيرس (لاعب كرة قدم أمريكية)
باول بيرس (بالإنجليزية: Paul Pierce)‏ هو ضابط أمريكي، ولد في 29 ديسمبر 1914 في نيومكسيكو في الولايات المتحدة، وتوفي في 31 مارس 2004 في أوستن في الولايات المتحدة.